# Plouyé
Plouyé är en kommun i departementet Finistère i regionen Bretagne i västra Frankrike. Kommunen ligger i kantonen Huelgoat som tillhör arrondissementet Châteaulin. År 2022 hade Plouyé 669 invånare.

## Befolkningsutveckling
Antalet invånare i kommunen Plouyé
Referens:INSEE